# Flat Rock, Michigan
Flat Rock är en ort i Wayne Conty i delstaten Michigan, USA.